# Sunflower Murasaki
Le Sunflower Murasaki (さんふらわあ むらさき, Sanfurawā Murasaki) est un ferry de la compagnie japonaise MOL Sunflower. Construit de 2021 à 2023 par les chantiers Mitsubishi Heavy Industries de Shimonoseki, il est le sister-ship du Sunflower Kurenai, premier navire à passagers du Japon à être équipé d'une propulsion au gaz naturel liquéfié (GNL). Mis en service en avril 2023 sur les liaisons reliant Ōsaka à Beppu, sur l'île de Kyūshū, il navigue quelques mois pour le compte de la compagnie Ferry Sunflower avant la fusion de celle-ci avec sa société sœur MOL Ferry en octobre.

## Historique

### Origines et construction
Depuis la seconde moitié des années 2010, la compagnie Ferry Sunflower opère le renouvellement de sa flotte en service entre le Kansai et l'île de Kyūshū. Après la mise en service en 2018 des jumeaux Sunflower Satsuma et Sunflower Kirishima qui ont succédé aux anciens navires du même nom sur la liaison Ōsaka - Shibushi, l'armateur se penche par la suite sur le remplacement des sister-ships Sunflower Ivory et Sunflower Cobalt en service entre Ōsaka et Beppu.
Le projet fait alors état d'une nouvelle paire de car-ferries de conception similaire à la précédente. Avec des dimensions tablant sur une longueur de près de 200 mètres et une jauge brute annoncée de plus de 17 000 tonneaux, ils surpassent largement en taille leurs prédécesseurs. Ce gain de surface considérable va notamment être mis à profit pour augmenter d'une trentaine d'unités la capacité des remorques. Malgré le volume de coque plus important, également concernant la surface consacrée aux aménagements intérieurs, la capacité passagère demeurera sensiblement identique à celle de la précédente génération, soit environ 710 personnes. Le confort sera cependant revu à la hausse avec des espaces plus vastes ainsi qu'une décoration moderne et travaillée. Les cabines privatives seront aussi plus nombreuses et participeront à faire évoluer le standing de la compagnie sur la ligne de Beppu avec l'apparition de suites avec balcon, tout comme à bord des dernières constructions neuves de l'armement, mais avant tout l'abandon quasi-total des dortoirs collectifs. Si les futurs navires reprennent dans leur ensemble la plupart des caractéristiques des jumeaux Sunflower Satsuma et Sunflower Kirishima, des éléments diffèreront toutefois, à commencer par leur apparence, plus proche des navires Sunflower Furano et Sunflower Sapporo de la compagnie sœur MOL Ferry avec notamment la position très particulière de la rampe latérale avant. Mais la singularité de ces nouveaux navires réside dans le choix de les équiper d'une propulsion hybride au gaz naturel liquéfié (GNL). Il s'agit là des premiers navires à passagers du Japon à adopter ce type de carburant déjà expérimenté depuis quelques années par quelques armateurs en Europe tout particulièrement. Dans un contexte où les problématiques liées à l'environnement deviennent de plus en plus préoccupantes, le GNL, permettant la réduction des émissions de CO2 de l'ordre de 25% peut ainsi permettre à Ferry Sunflower d'anticiper de futures normes.
Commandé en décembre 2019 aux chantiers Mitsubishi Heavy Industries de Shimonoseki, le second navire, baptisé Sunflower Murasaki est lancé le 30 août 2022. Une fois les travaux de finition achevés, Ferry Sunflower réceptionne le navire le 31 mars 2023.

### Service
Le Sunflower Murasaki est mis en service le 14 avril 2023 sur la ligne Ōsaka - Beppu. Il rejoint son sister-ship le Sunflower Kurenai, inauguré quelques mois auparavant, et se substitue à l'ancien Sunflower Cobalt. Le 1er octobre, à l'instar des autres unités de la flotte, le navire est transféré au sein de la nouvelle entité MOL Sunflower, issue de la fusion de Ferry Sunflower et de sa compagnie sœur MOL Ferry.

## Aménagements
Le Sunflower Murasaki possède 8 ponts numérotés de 2 à 9. Si le navire s'étend en réalité sur dix ponts, deux sont absents au niveau du garage afin de lui permettre de transporter du fret. Les locaux destinés aux passagers occupent en grande partie les ponts 6 et 7 ainsi qu'une partie du pont 8 tandis que l'équipage loge à l'avant de celui-ci. Les garages s'étendent quant à eux sur la totalité des ponts 4 et 5 ainsi que l'avant des ponts 2 et 3.

### Locaux communs
Les aménagements du Sunflower Murasaki sont constitués principalement d'un restaurant ainsi que d'une promenade intérieure et d'une boutique, le tout desservi par un vaste atrium central. Des bains publics (sentō), non mixtes sont également présents.

### Cabines
Le Sunflower Murasaki est équipé différentes catégories de cabines proposant un confort variable. Parmi ces installations se trouvent 30 Suites avec balcon pouvant accueillir jusqu'à six personnes pour les plus grandes, 30 cabines Deluxe externes et 56 Superior internes équipées de sanitaires privés et pouvant accueillir une à quatre passagers , 21 cabines internes sans salle de bain Private équipées de lits doubles, superposés ou individuels, 89 cabines individuelles Standard et enfin, les dortoirs de 16 places réservés aux groupes de voyageurs et équipés de futons.

## Caractéristiques
Le Sunflower Murasaki mesure 199,90 mètres de long pour 28 mètres de large, son tonnage est de 13 659 UMS (le tonnage des car-ferries japonais étant défini sur des critères différents, il est en réalité plus élevé). Il peut embarquer 710 passagers et possède un spacieux garage pouvant embarquer 100 véhicules et 136 remorques. Le garage est accessible au moyen de deux porte rampe latérales situées à la proue et à la poupe du côté tribord. La propulsion du Sunflower Murasaki est assurée par deux moteurs dual fuel Yanmar 8EY26LDF compatibles avec le GNL et entraînant deux hélices faisant filer le bâtiment à une vitesse de 22,5 nœuds. Il est aussi doté de deux propulseurs d'étrave, deux propulseurs arrières ainsi qu'un stabilisateur anti-roulis. Les dispositifs de sécurité sont essentiellement composés de radeaux de sauvetage mais aussi d'une embarcation semi-rigide de secours.

## Lignes desservies
Le Sunflower Murasaki effectue toute l'année la liaison entre le Kansai et l'île de Kyūshū sur la ligne Ōsaka - Beppu en traversée de nuit.